# NGC 2286
NGC 2286 је расејано звездано јато у сазвежђу Једнорог које се налази на NGC листи објеката дубоког неба.
Деклинација објекта је - 3° 8' 52" а ректасцензија 6h 47m 40,1s. Привидна величина (магнитуда) објекта NGC 2286 износи 7,5. NGC 2286 је још познат и под ознакама OCL 548.